# ふじ (ヘリコプター)

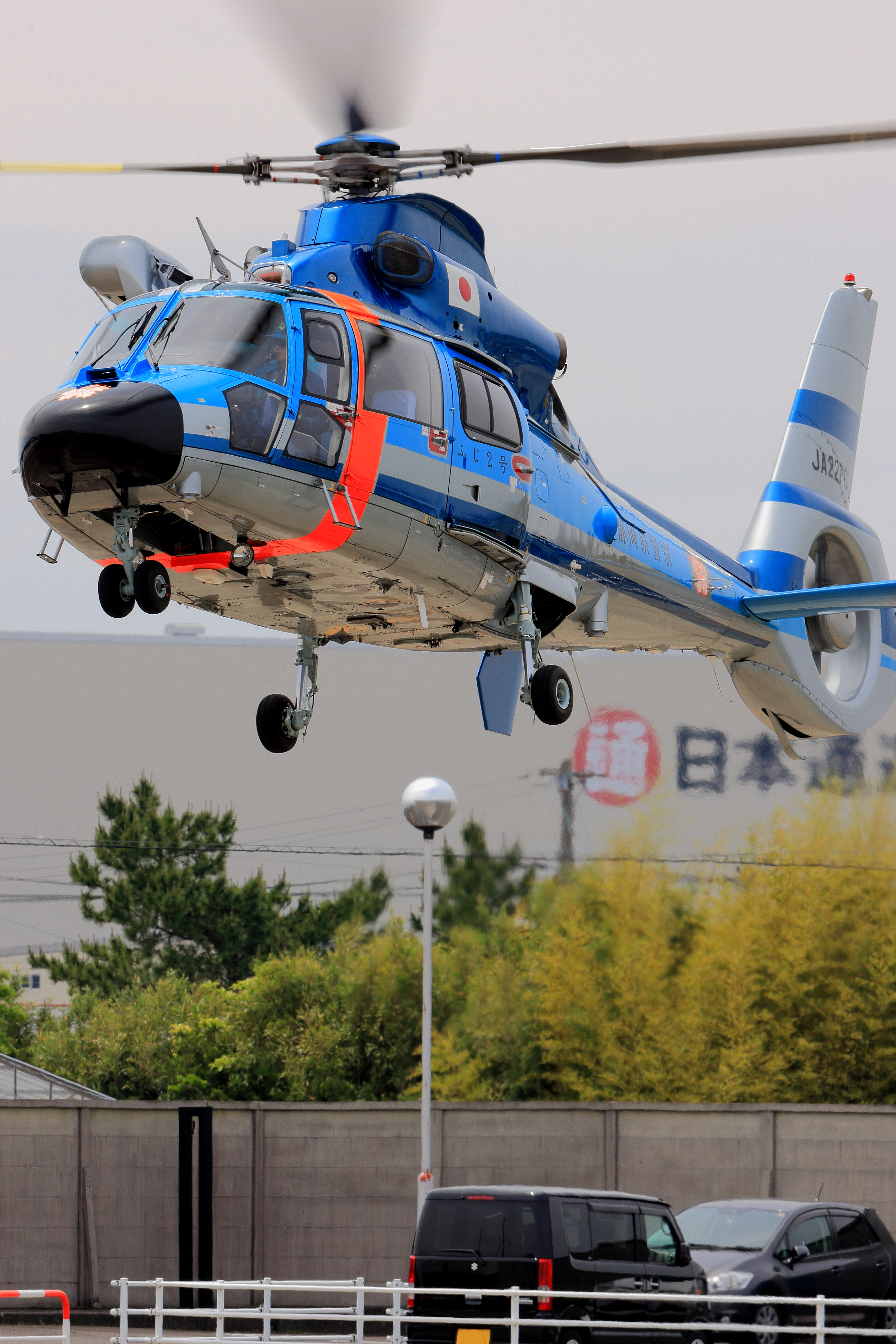
ふじ2号（2代目）

ふじは、静岡県警察が保有・運用するヘリコプターに付けている愛称。県警航空隊に所属している。航空自衛隊静浜基地の南西側に隣接して同県警の航空基地があり、静浜基地の敷地内南西端近くにあるヘリパッドを利用する。2025年現在、ふじ2号とふじ3号の2機体制で運用されている。

## 現役機

### ふじ2号（3代目）
- 国籍記号及び登録記号: JA23PC
- 機種: レオナルド AW139
- 運用開始: 2023年（令和5年）9月
- 備考:先代のふじ2号が耐用年数を迎えたため配備。

### ふじ3号（2代目）
- 国籍記号及び登録記号: JA13PC
- 機種: アグスタ A109E
- 運用開始: 2007年（平成19年）2月
- 備考: 2005年（平成17年）に墜落したふじ1号の補充機として配備。

## 引退機

### ふじ1号（2代目）
- 国籍記号及び登録記号: JA11PC
- 機種: アグスタ A109K2
- 運用開始: 2001年（平成13年）
- 運用終了: 2005年（墜落）
2005年5月3日16時28分、静岡市清水区草薙の住宅街に墜落、炎上し乗員5名全員が死亡した。住宅密集地への墜落であったが、幸い住民への人的被害はなかった。
2007年4月27日に発表された航空・鉄道事故調査委員会の調査報告書によると、左舷、右舷の両エンジンの停止とエンジン停止時に安全に着陸させるオートローテーションへ移行できなかったことが墜落の原因であるが、エンジンが停止した原因、および、なぜオートローテーションに移行できなかったのかについては不明のままである。不可能な飛行計画に基づいて運行し燃料切れによってエンジンが停止した可能性を示唆しているが、事故によって燃料タンクも焼けており、運行によって燃料が切れたのか火災によって燃料が失われたのかはわからないとしている。
  - 航空・鉄道事故調査委員会 航空事故調査報告書要旨
  - 航空事故調査報告書[リンク切れ]

### ふじ2号（2代目）
- 国籍記号及び登録記号: JA22PC
- 機種: ユーロコプター AS365N3 ドーファン
- 運用開始: 2002年（平成14年）
- 運用終了:2023年（令和5年）

### ふじ1号（初代）
- 国籍記号及び登録記号: JA9207
- 機種: ベル 206B
- 運用終了: 2001年

### ふじ2号（初代）
- 国籍記号及び登録記号: JA9552
- 機種: ベル 222
- 運用終了: 2002年